# Diego Valdés
Diego Valdés, född 21 mars 1983, är en friidrottare från Chile. Han deltog vid olympiska sommarspelen 2000.